# مراکان
مَراکان، روستایی است از توابع بخش ایواوغلی و در شهرستان خوی استان آذربایجان غربی ایران.

## جمعیت
این روستا در دهستان ایواوغلی قرار داشته و بر اساس سرشماری سال ۱۳۸۵ جمعیت آن ۸۵۴ نفر (۱۹۸ خانوار)
بوده‌است.

## منطقه حفاظت‌شده
منطقه حفاظت شده مراکان در استان آذربایجان غربی واقع شده و مساحت آن در حدود ۹۲۷۱۵ هکتار می‌باشد.
پوشش گیاهی: پوا، آگروپیرون، گون، چوبک، کلاه میرحسن، میخک، انواع گلومینوز و همچنین تعداد کمی درختچه از نوع تنگس، شیرخشت، گلابی وحشی.
پستانداران: کل و بز، قوچ و میش، پلنگ، گرگ و سیاه‌گوش.